# Nothodelphax distincta
Nothodelphax distincta är en insektsart som först beskrevs av Flor 1861.  Nothodelphax distincta ingår i släktet Nothodelphax och familjen sporrstritar. Inga underarter finns listade i Catalogue of Life.